# Marisa Letícia Lula da Silva
Marisa Letícia Lula da Silva (São Bernardo do Campo, 7 de abril de 1950-São Paulo, 3 de febrero de 2017) fue la segunda esposa del 35.º presidente de Brasil, Luiz Inácio Lula da Silva, y la primera dama de Brasil del 1 de enero de 2003 al 1 de enero de 2011.

## Biografía
Contrajo matrimonio con Luiz Inácio Lula da Silva en 1974; tuvo cuatro hijos y dos nietos. Fue  primera dama de Brasil hasta el 1 de enero de 2011. Marisa Letícia fue la penúltima de once hermanos de una familia de inmigrantes italianos. 
A los nueve años, comenzó a trabajar como niñera de tres niñas menores que ella, y a los 13 años entró a trabajar en una fábrica de chocolates como empacadora de bombones. Permaneció allí hasta que cumplió 21 años y quedó embarazada de su primer hijo de su primer marido.
Cuando enviuda vuelve a trabajar pero como inspectora en un colegio estatal contratada por la alcaldía. Y es en ese año, 1973, que conoce a Lula en el Sindicato de los Metalúrgicos de São Bernardo do Campo. Y contrae matrimonio siete meses después. 
La primera bandera del Partido de los Trabajadores fue cortada y cosida por Marisa, en 1980. Desde el 1 de enero de 2003 hasta 2011, Marisa Letícia Lula da Silva fue la primera dama de Brasil. En octubre de 2003, en uno de los viajes internacionales del presidente Luiz Inácio Lula da Silva, la primera dama recibió la condecoración Gran Cruz de la Orden del Mérito Real, concedida por el Gobierno de Noruega.
El 24 de enero de 2017 sufrió un derrame cerebral, que la mantuvo en coma inducido en el Hospital Sírio-Libanês de São Paulo, hasta su fallecimiento a las 18:57 del 3 de febrero del mismo año. Su familia autorizó la donación de sus órganos.